# La Symphonie de la grande ville
Pour plus de détails, voir Fiche technique et Distribution.
La Symphonie de la grande ville (都会交響曲, Tokai kokyōgaku) est un film japonais réalisé par Kenji Mizoguchi et sorti en 1929. Il fait partie du courant des films « idéologiques ».

## Synopsis
Une jeune femme séduite par un homme riche, se venge de lui avec l'aide d'un jeune ouvrier idéaliste.

## Fiche technique
- Titre : La Symphonie de la grande ville[2]
- Titre original : 都会交響曲 (Tokai kokyōgaku?)[3]
- Réalisation : Kenji Mizoguchi
- Scénario : Shuichi Hatamoto, Masashi Kobayashi
- Photographie : Tatsuyuki Yokota
- Genre : drame
- Durée : 70 minutes (métrage : dix bobines - 1 910 m[4])
- Date de sortie :
  - Empire du Japon : 29 novembre 1929[4]

## Distribution
- Shizue Natsukawa : Osome
- Isamu Kosugi : Genzo
- Takako Irie : Reiko
- Eiji Takagi
- Reiji Ichiki
- Kaichi Yamamoto (ja)
- Hisako Takihana
- Bontarō Miake (ja)
- Kunio Tamura (ja)

## Contexte et production
Ce film est une adaptation d'un recueil qui venait d'être publié par un groupe d'écrivains prolétariens d'extrême gauche. Le scénariste Kobayashi a été assassiné par la police en 1933. La Symphonie de la grande ville renoue avec l'idéologie progressiste qui a marqué Kenji Mizoguchi à l'époque. Le film insiste sur les conflits de classe dans le Tokyo contemporain.